# Aldol

Estrutura generalizada da porção molecular aldol: Quando R3 é -H, é um β-hidroxi aldeído, de outro modo é uma β-hidroxi cetona.

Um aldol ou aduto aldol (de "Aldeído álcool") é uma hidroxi cetona ou aldeído, e é o produto da  adição aldólica (em oposição à condensação aldólica, a qual produz uma estrutura molecular carbonilo α,β-insaturada.
Quando usado isolado, o termo "aldol" pode referir-se especificamente ao composto 3-hidroxibutanal.

## Descoberta
A reação aldólica foi descoberta em 1872 pelo químico francês Charles-Adolphe Wurtz, e permaneceu uma ferramenta importante em síntese orgânica. 
Alexander Borodin também é creditado pela descoberta da reação aldólica junto com Wurtz. Em 1872 Borodin anunciou à Sociedade de Química Russa a descoberta de um novo subproduto em reações de aldeído com propriedades similares as de álcoois, e observou semelhanças com compostos já discutidos em publicações por Wurtz do mesmo ano.